# Ichthyoconodon
Ichthyoconodon is een geslacht van uitgestorven eutriconodonte zoogdieren uit het Vroeg-Krijt van Marokko. Het is opmerkelijk omdat het is gevonden op een unieke mariene locatie, en de vorm van zijn tanden suggereert een ongewone, mogelijk piscivore ecologische niche. Analyse suggereert dat het deel uitmaakt van een groep zwevende zoogdieren die Volaticotherium omvat.

## Naamgeving
De typesoort Ichthyoconodon jaworowskorum werd in 1995 benoemd door Denise Sigogneau-Russell. De geslachtsnaam Ichthyoconodon betekent 'viskegeltand', van het Griekse ιχθυς, 'vis', κῶνος, 'kegel' en ὀδών, 'tand'. Sigogneau-Russell twijfelde lang of het niet om tanden van vissen of wellicht basale pterosauriërs ging. De soortaanduiding jaworowskorum eert de paleontologen Zofia Kielan-Jaworowska en Zbigniew Jaworowski voor hun genereuze gastvrijheid bij vele gelegenheden.
Het holotype is MNHN SA 46, een onderste rechterkies door Sigogneau-Russell midden jaren tachtig gevonden tijdens het zeven van grote hoeveelheden sediment. Toegewezen werd specimen SA 78, een tweede rechterkies.

## Beschrijving
Ichthyoconodon is alleen bekend van twee kiezen uit de Anoual Syncline-sedimenten van Marokko, in de Ksar Metlili-formatie die dateert uit het Berriasien. Deze tanden hebben kenmerken die verband houden met volaticotherine eutriconodonte zoogdieren. De kiezen zijn slechts ongeveer vier millimeter lang, een grootte die vergelijkbaar is met de verwante soort Jugulator. Ze zijn afgeplat tot een bladachtige vorm en gerangschikt op een lijn, met een lichte buiging naar achter, vergelijkbaar met andere dieren in deze groep zoals Argentoconodon.
De kiezen zijn zeer hoog en smal met een scherpe bovenste snijrand. Dat is kenmerkender voor reptielen dan zoogdieren. Afwijkend van alle andere Triconodontidae is de scherpte van de knobbels, hun diepe scheiding, het niet in elkaar grijpen van naastgelegen kiezen wat wellicht vervangen is door een zekere overlapping, en het feit dat knobbel c de grootste is. Het cingulum is zwak ontwikkeld.

## Fylogenie
Ichthyoconodon lijkt een eutriconodont zoogdier te zijn, ondanks dat deze conclusie maar op twee kiezen gebaseerd kan worden, hoewel sommige auteurs sceptisch waren over deze interpretatie. Andere mogelijkheden voor de identiteit van deze tanden zijn pterosauriërs, dinosauriërs en haaien, maar er zijn tot nu toe geen tanden uit die groepen gevonden met precies die bouw. Fylogenetische exacte kladistische analyse ondersteunt de positie van deze tanden binnen de zoogdieren. Na 1995 werd vastgesteld dat ze vergelijkbaar zijn met de ondertanden van andere zoogdieren in Volaticotherini.
Fylogenetische studies vinden een nauwe relatie met Volaticotherium, Jugulator, Triconolestes en Argentoconodon, binnen de Volaticotheria.

## Ecologie
De tanden van Ichthyoconodon werden gevonden in mariene afzettingen, naast taxa zoals hybodontide haaien, ornithocheiride pterosauriërs, straalvinnige vissen en zeeschildpadden, evenals verschillende landbewonende taxa zoals theropoden. In tegenstelling tot andere zoogdiertanden, waaronder andere even oude tanden zoals die van Hahnodon, die enige mate van degradatie vertonen, zijn tanden van Ichthyoconodon niet significant gewijzigd, wat suggereert dat het zoogdier ofwel in situ stierf of slechts voor een korte afstand onder water werd verplaatst.
Omdat de tanden van Ichthyoconodon nogal scherp zijn en in sommige details convergeren met de tanden van visetende zoogdieren zoals otters en zeehonden, suggereerde igogneau-Russell dat het zich mogelijk met vis heeft gevoed. Er is echter geen verder bewijs voor een aquatische levensstijl, behalve de locatie waar het fossiel is gevonden. Er waren echter zoetwater semi-aquatische zoogdieren in het Mesozoïcum, waaronder docodonten als Castorocauda en Haldanodon uit het Jura en Krijt, Monotremata uit het Vroeg-Krijt en Didelphodon uit het Laat-Krijt. Ichthyoconodon en Dyskritodon amazighi zijn de enige zoogdieren uit het Mesozoïcum waarvan tot nu toe is gesuggereerd dat ze mogelijk in de zee foerageerden. Onderzoekers zoals Zofia Kielan-Jaworowska wezen op een gebrek aan functionele vergelijking tussen eutriconodonte tanden en die van zeezoogdieren. In tegenstelling tot de tanden van zeehonden en walvisachtigen, sluiten eutriconodonte molaren op elkaar, waardoor een scherende beweging ontstaat zoals bij scheurkiezen, en in tegenstelling tot de grijpfunctie van kiezen van zeezoogdieren.
Het is mogelijk dat Ichthyoconodon een zwevend zoogdier was, gebaseerd op zijn verwantschap met de andere zwevende zoogdieren als Volaticotherium. De aanwezigheid van Argentoconodon in Zuid-Amerika, Volaticotherium in Azië en Ichthyoconodon in Noord-Afrika in zo'n relatief korte tijdspanne suggereert dat er mogelijk een wijdverbreide clade van zwevende triconodonten uit het Jura en Vroeg-Krijt is geweest.